# Kế hoạch Monnet

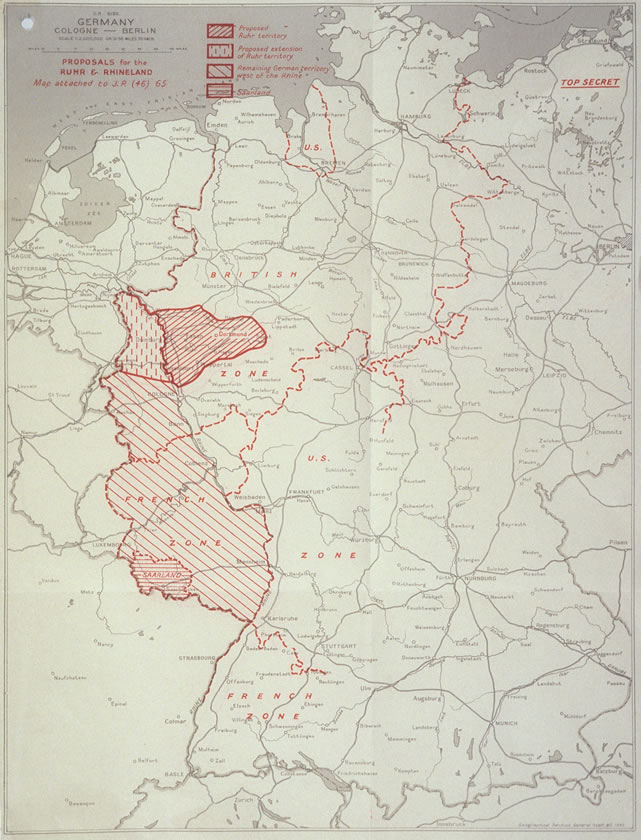
Bản đồ của Vương quốc Anh về các đề xuất của Pháp, được tạo ra vào tháng 4 năm 1946. Vùng Ruhr sẽ được mở rộng đến biên giới Hà Lan bằng cách hợp nhất các phần của Rhineland, và toàn bộ lãnh thổ mới sau đó sẽ được tách ra khỏi nước Đức.

Kế hoạch Monnet do viên chức Pháp Jean Monnet đề xuất sau khi Thế chiến II kết thúc. Đây là một kế hoạch tái thiết nước Pháp đề xuất trao cho Pháp quyền kiểm soát các khu vực than và thép của Đức ở vùng Ruhr và Saar và sử dụng các nguồn tài nguyên này nhằm mang lại cho Pháp 150% sản lượng công nghiệp trước chiến tranh.  Kế hoạch này được Charles de Gaulle thông qua vào đầu năm 1946. Kế hoạch này sẽ hạn chế vĩnh viễn năng lực kinh tế của Đức, và làm gia tăng đáng kể sức mạnh của Pháp.

## Bối cảnh
Các kế hoạch ban đầu của Pháp liên quan đến việc giữ cho nước Đức suy yếu và củng cố nền kinh tế Pháp bằng phí tổn của Đức. Chính sách đối ngoại của Pháp nhằm loại bỏ ngành công nghiệp nặng của Đức, đặt khu vực Ruhr giàu than và Rhineland dưới sự kiểm soát của Pháp hoặc ít nhất là quốc tế hóa chúng, đồng thời nhập vùng Saarland giàu than với tỉnh Lorraine giàu sắt (được Đức trao lại sang cho Pháp vào năm 1944). Khi giới chức ngoại giao Mỹ nhắc nhở người Pháp về tác động nghiêm trọng đối với nền kinh tế Đức, thì phản ứng của Pháp là đề nghị người Đức chỉ cần "thực hiện [những] điều chỉnh cần thiết" để đối phó với thâm hụt ngoại hối không thể tránh khỏi.

## Kế hoạch 5 năm
"Kế hoạch Monnet" (1946–1950) đã tỏ ra có hiệu lực trong kế hoạch 5 năm đầu tiên về hiện đại hóa và trang bị, một kế hoạch tái thiết kinh tế quốc gia, dựa trên những kế hoạch trước đó của Pháp nhằm biến nước Pháp trở thành nhà sản xuất thép lớn nhất ở châu Âu. Mục đích của Monnet nhằm mục đích hiện đại hóa nền kinh tế Pháp để làm cho nó có đủ khả năng cạnh tranh ở tầm mức quốc tế, đặc biệt là so với hàng xuất khẩu của Đức. Để thực hiện các kế hoạch của mình, ông quyết định tạo lập Ủy Ban Kế hoạch Tổng hợp (Commissariat général du Plan) và nương tựa vào trong bộ máy hành chính của Pháp. Đức được coi là công cụ cần thiết để thực hiện các kế hoạch này. Sản lượng thép theo kế hoạch tăng lên 15 triệu tấn thép một năm chỉ có thể đạt được bằng cách thay thế thép xuất khẩu cũ của Đức và tăng nhập khẩu lượng than và than cốc của Đức, khiến việc kiểm soát nguồn tài nguyên này của Đức trở nên quan trọng.
Do đó, các đề xuất của Pháp đối với khu vực được trải dài bởi các mỏ than của Đức ở phía đông sông Rhine từ cuối năm 1945 nhằm biến nó thành một Nhà nước Quốc tế với tiền tệ và phong tục riêng và phải chịu sự giám sát của Cơ quan Quốc tế bao gồm Mỹ và Pháp. Một phần lý do của những đề xuất này là vào năm 1946, một quan chức Bộ Ngoại giao Pháp đã giải thích với Mỹ rằng: "Với mục tiêu đảm bảo an ninh quân sự, chúng tôi muốn gia tăng sản lượng thép của Pháp để gây thiệt hại cho vùng Ruhr." Các kế hoạch mở rộng nền công nghiệp của Pháp đòi thêm 1.000.000 công nhân trong vòng 4 năm, và do vậy Pháp đã lên kế hoạch giữ càng lâu càng tốt số tù nhân Đức làm việc trong ngành khai thác mỏ, nông nghiệp và tái thiết.
Anh và Mỹ thường miễn cưỡng chấp nhận các yêu cầu của Pháp, vì họ sợ rằng điều này làm dẫn đến việc gia tăng ảnh hưởng của Liên Xô.
Hồi ký của Monnet không cho thấy bằng chứng chắc chắn về mối quan tâm đến sự thống nhất của châu Âu trước tháng 4 năm 1948, khi ông nhận ra đó là mục tiêu trọng tâm của Hoa Kỳ. Sau này, ông viết cho Schumann rằng để tránh khỏi những hiểm họa hiện tại, chỉ có một giải pháp; nó "chỉ có thể thực hiện được thông qua việc thành lập một liên bang của phương Tây".
Ngoại trưởng Pháp Robert Schuman đã tuyên bố trong một bài phát biểu rằng kế hoạch Schuman trên thực tế là sự tiếp nối của kế hoạch Monnet, và chỉ vì mục đích hỗ trợ xuất khẩu thép của Pháp mà họ đã thực hiện sứ mệnh này. Theo Giáo sư Tiến sĩ Hans Ritschl cho biết thì bài phát biểu này chẳng bao giờ lọt vào tai người Đức.